# Caigalague
Caigalague (Kayğalağ), conhecido como o Turco ou Alturqui (al-Turki), era um comandante militar sênior do Califado Abássida ativo entre c. 870 e c. 883.

## Vida
Caigalague foi um dos muitos turcos que ingressaram no serviço do Califado Abássida como soldados (gulans) e se tornou um comandante proeminente. Como a maioria das principais figuras militares turcas do final do século IX, era aparentemente um protegido do poderoso Muça ibne Buga, o mais influente dos líderes turcos até sua morte em 877. É mencionado pela primeira vez na História dos Profetas e Reis de Atabari em junho de 870, quando foi enviado pelo califa Almutadi para acalmar um motim entre o povo e as tropas em Carque, junto com Tabaiagu ibne Sul Artaquim e Abedalá, o irmão do califa. Conforme a multidão se aproximava do palácio, no entanto, a maioria dos altos funcionários e comandantes, liderados por Abu Nácer Maomé ibne Buga, fugiu. Seduzidos por garantias de retornar, no entanto, o fizeram, apenas para serem imediatamente jogados na prisão. O papel de Caigalague como administrador do palácio passou para Almançor de Bactro.
Caigalague é mencionado a seguir em 873, quando atacou e matou um certo Taquim (um indivíduo não identificado, pois é improvável que fosse o general abássida de mesmo nome). Em 875/6, foi nomeado governador de Rei após a morte de seu antecessor, Açalabi. Após a morte do vizir Ubaide Alá ibne Iáia ibne Cacane em agosto de 877, recebeu a posse de seu palácio em Samarra. Em 879/80, foi nomeado governador da província de Jibal. Mais ou menos na mesma época, seu irmão Abrum servia como governador de Gasvim, uma cidade em Jibal. Em 880, liderou as tropas abássidas numa campanha contra a família de magnatas autônomos duláfidas. Foi vitorioso numa primeira batalha perto de Carmacim e entrou em Hamadã, mas o emir duláfida, Amade ibne Abedalazize ibne Abi Dulafe, reuniu suas forças e derrotou de forma decisiva Caigalague, forçando-o a recuar para Saimara (setembro / outubro de 880). Caigalague foi mencionado pela última vez em abril de 883, mas seus filhos Ibraim (falecido em 916) e especialmente Amade (falecido em 935) posteriormente se tornaram comandantes seniores.